# Kokulupınar, Eleşkirt
Kokulupınar là một xã thuộc huyện Eleşkirt, tỉnh Ağrı, Thổ Nhĩ Kỳ. Dân số thời điểm năm 2011 là 55 người.